# أميلي أميرة أورليان
أميلي أميرة أورليان (بالفرنسية: Amélie d'Orléans) (28 سبتمبر 1865 - 25 أكتوبر 1951) هي أخر ملكة البرتغال قرينة بزواجها من كارلوس الأول والبنت الصغرى لـ الأمير فيليب، كونت باريس وماري إيزابيل من مونتبينسير حفيدة فيرناندو السابع ملك إسبانيا, وأيضا هي والدة لويس فيليبي أمير الملكي للبرتغال الذي توفي مع والده في مجزرة 1908 ومانويل الثاني أخر ملك لبرتغال.

## روابط خارجية
- أميلي أميرة أورليان على موقع مونزينجر (الألمانية)